# Catagramma paulistanus
Catagramma paulistanus är en fjärilsart som beskrevs av Hans Fruhstorfer 1916. Catagramma paulistanus ingår i släktet Catagramma och familjen praktfjärilar. Inga underarter finns listade i Catalogue of Life.